# Aya Ueto

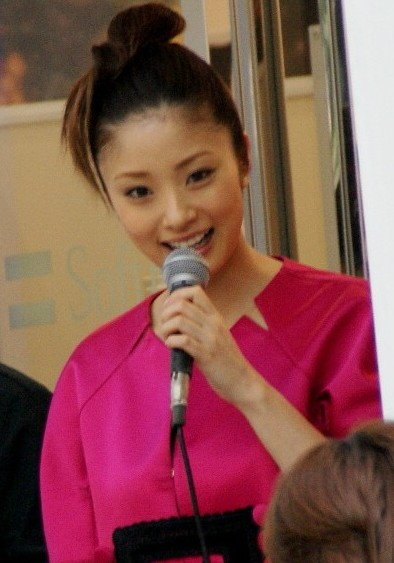
Aya Ueto

Aya Ueto (japanska: 上戸彩?, Ueto Aya) är en japansk sångerska och skådespelerska som är född den 14 september 1985, i Nerima, Tokyo. År 2003 slog hon igenom som huvudrollsinnehavare i filmen Azumi. Två år senare kom uppföljaren Azumi 2 - Death or Love.

## Singlar
- Pureness  (28 augusti, 2002)
- Kizuna (27 november, 2002)
- Hello (26 februari, 2003)
- Message (14 maj, 2003)
- Kanshou (27 augusti, 2003)
- Binetsu (27 november, 2003)
- Ai no tameni (4 februari, 2004)
- Kaze/Okuru kotoba (16 juni, 2004)
- Afuresou na ai, daite/Namida wo fuite (28 juli, 2004)
- Usotsuki (17 november, 2004)
- Yume no chikara (8 juni, 2005)
- Kaze wo ukete (3 augusti, 2005)
- Egao no mama de (15 februari, 2006

## Album
- AyaUeto (12 mars, 2003)
- Message (3 mars, 2004)
- Re (8 december, 2004)
- UetoAyaMix (24 augusti, 2005)
- License (8 mars, 2006)
- BEST of UETOAYA -Single Collection- (20 september, 2006)

## Filmer
- Satsujinsha Killer of Paraiso, (1999). Roll:(Hikari)
- Return to Never Land, (2002). Hon var den japanska rösten för Jane
- Azumi, (2003). Roll: (Azumi)
- Install, (2004). Roll: (Asako Nozawa)
- Azumi 2, Death or Love, (2005). Roll: (Azumi)
- Ashita Genki ni na~re!, (2005). Hon var den japanska rösten för Kayoko